# Serra Geral
La Serra Geral és una formació rocosa de la regió Sud del Brasil. Talla diagonalment l'estat de Paranà, divideix el litoral de l'interior de Santa Catarina i entra a Rio Grande do Sul pel nord.

## Característiques

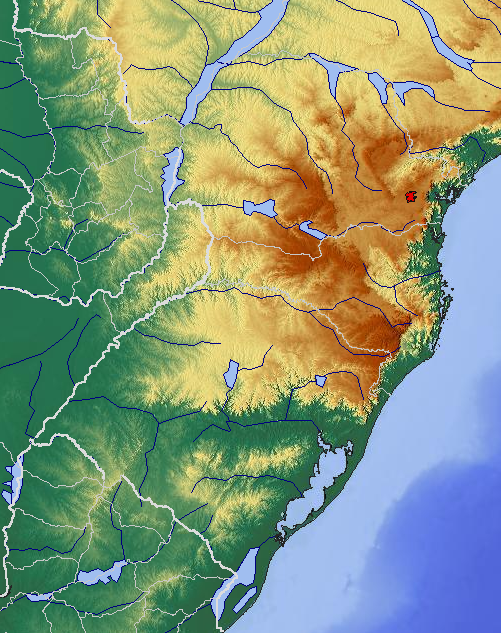
Relleu del sud del Brasil.

El relleu sud-catarinense és accentuat, amb muntanyes i valls profundes, que marquen el contorn de l'altiplà interior. La secció del nord de l'estat i la que s'endinsa a Paraná és igualment alta, però els desnivells no són tan escarpats. La part que hi ha en territori gaúcho es caracteritza per turons i depressions molts més suaus. Hi ha trams de la Serra Geral que reben un nom propi; és el cas de les serralades de Rocinha, Corvo Branco, Espigão o Rio do Rastro.
L'altiplà sud-brasiler es va formar a partir d'intenses activitats volcàniques ocorregudes fa milions d'anys. És tracta d'un terreny cobert per camps nets (és l'extrem nord de la Pampa), boscos humits d'araucàries i nombroses naixents de rius cristal·lins. En el límit est de la serra, l'altiplà és tallat bruscament per cingles verticals que condueixen a la costa.
En la part de la serralada que transita pel sud de Santa Catarina es troben els municipis més freds del Brasil: Urubici, Urupema, São Joaquim i Bom Jardim da Serra. Acostuma a nevar cada any i les gelades són molt freqüents.
La serralada acull els Parcs Nacionals de Serra Geral (creat el 1992), Aparados da Serra (de 1959) i São Joaquim (de 1961).

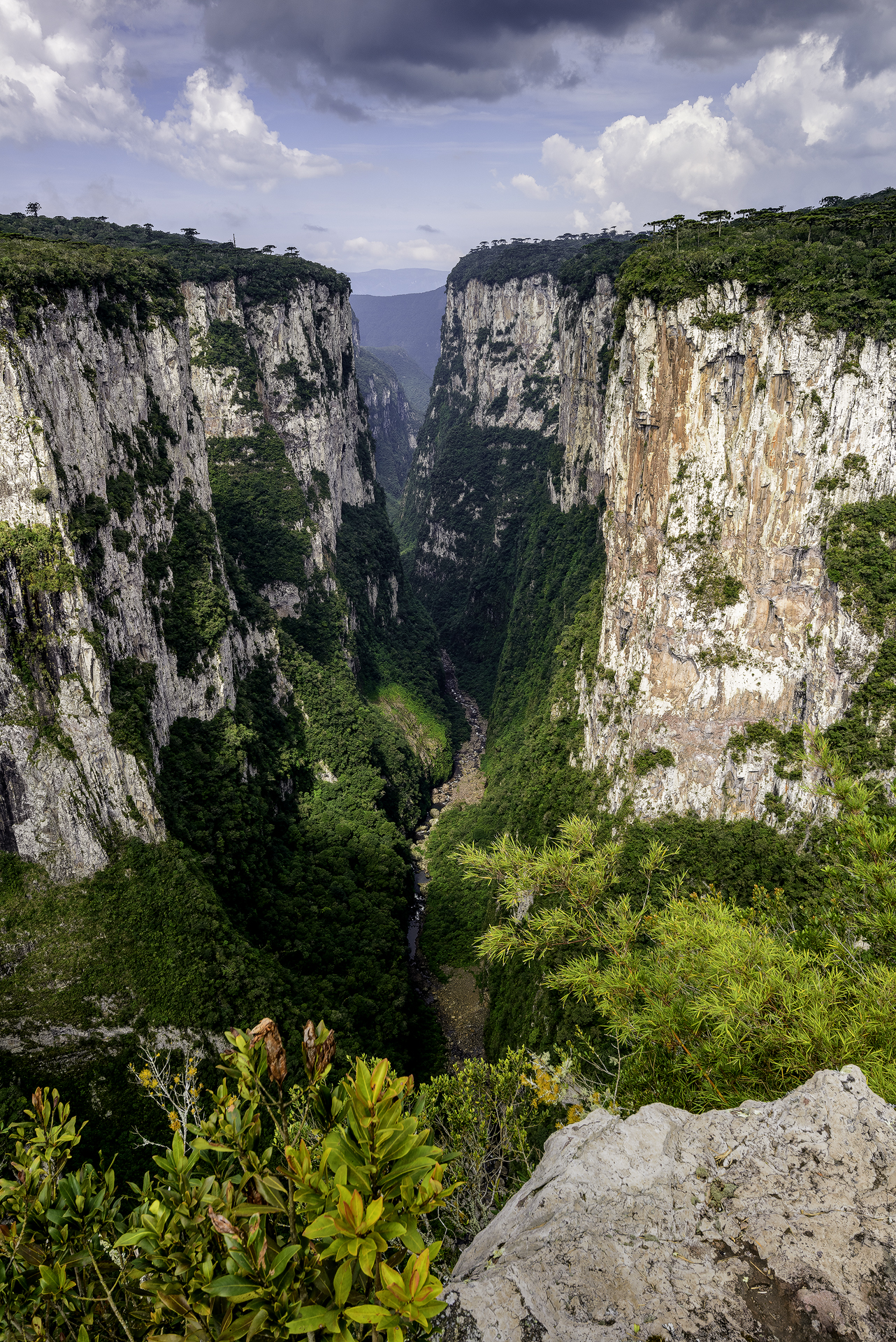
El canyó Itaimbezinho
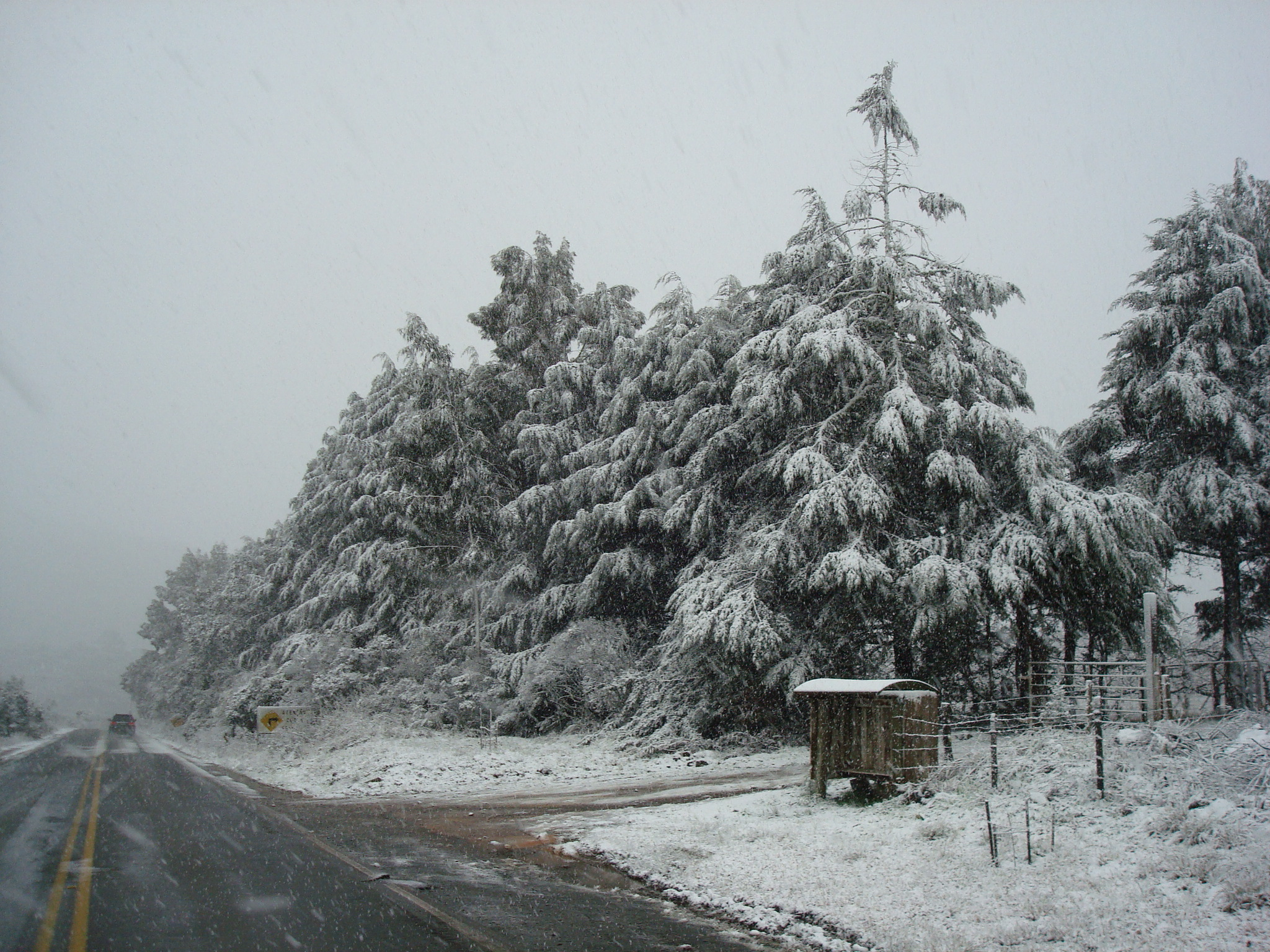
Carretera prop de la Serralada del Rio do Rastro, coberta de neu
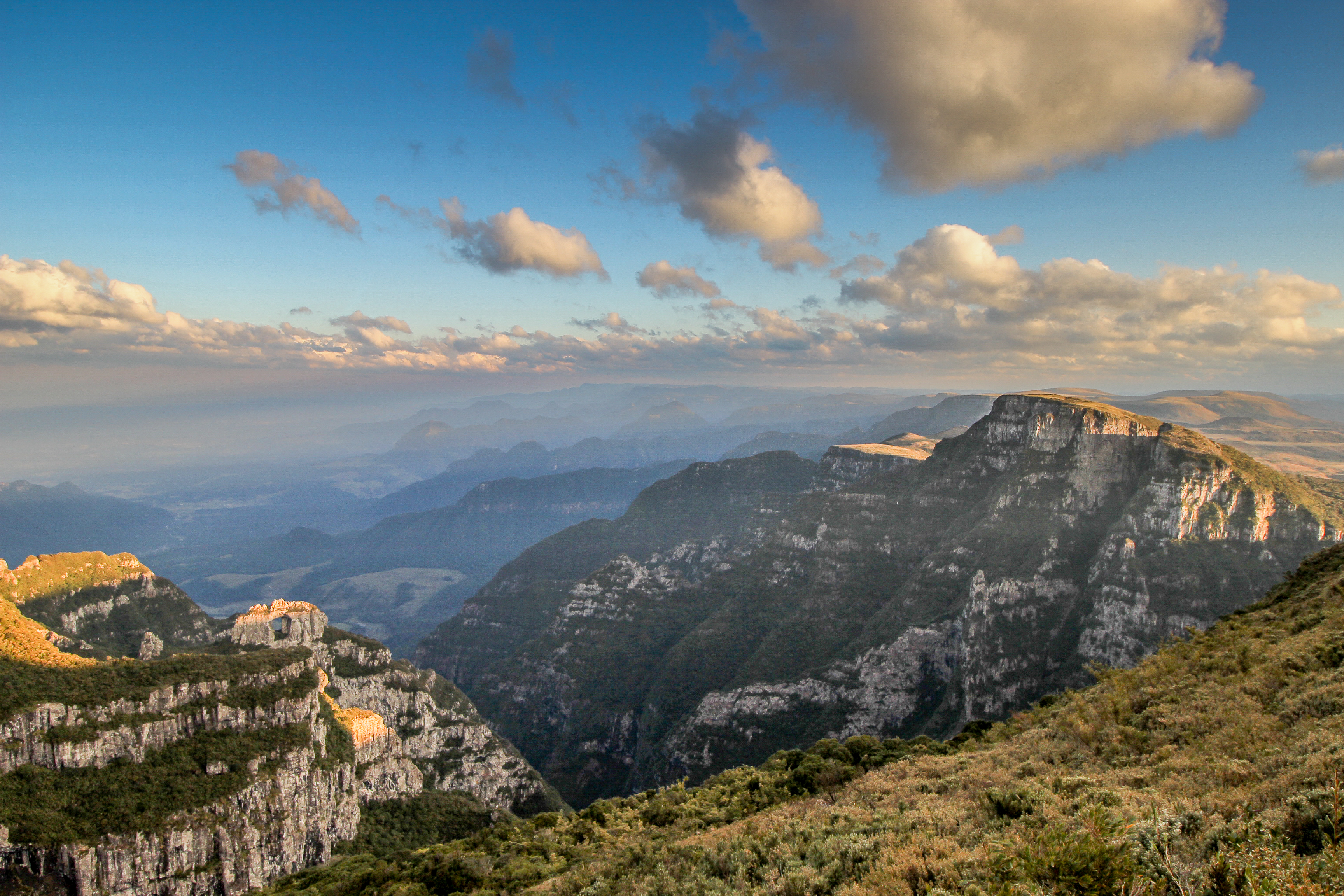
Vistes de la Serra Geral a Urubici
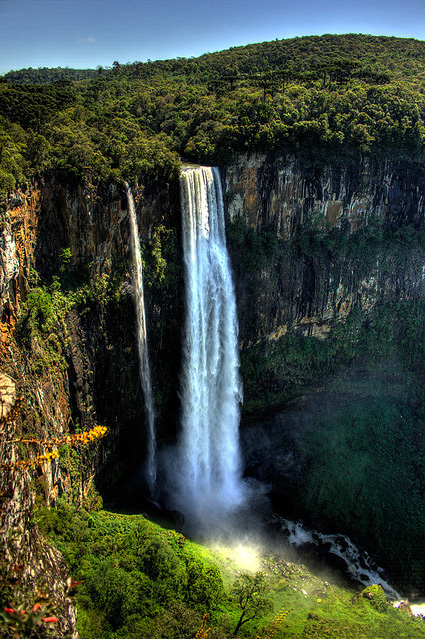
El Salt de São Francisco, a Paraná, té 198 m de caiguda
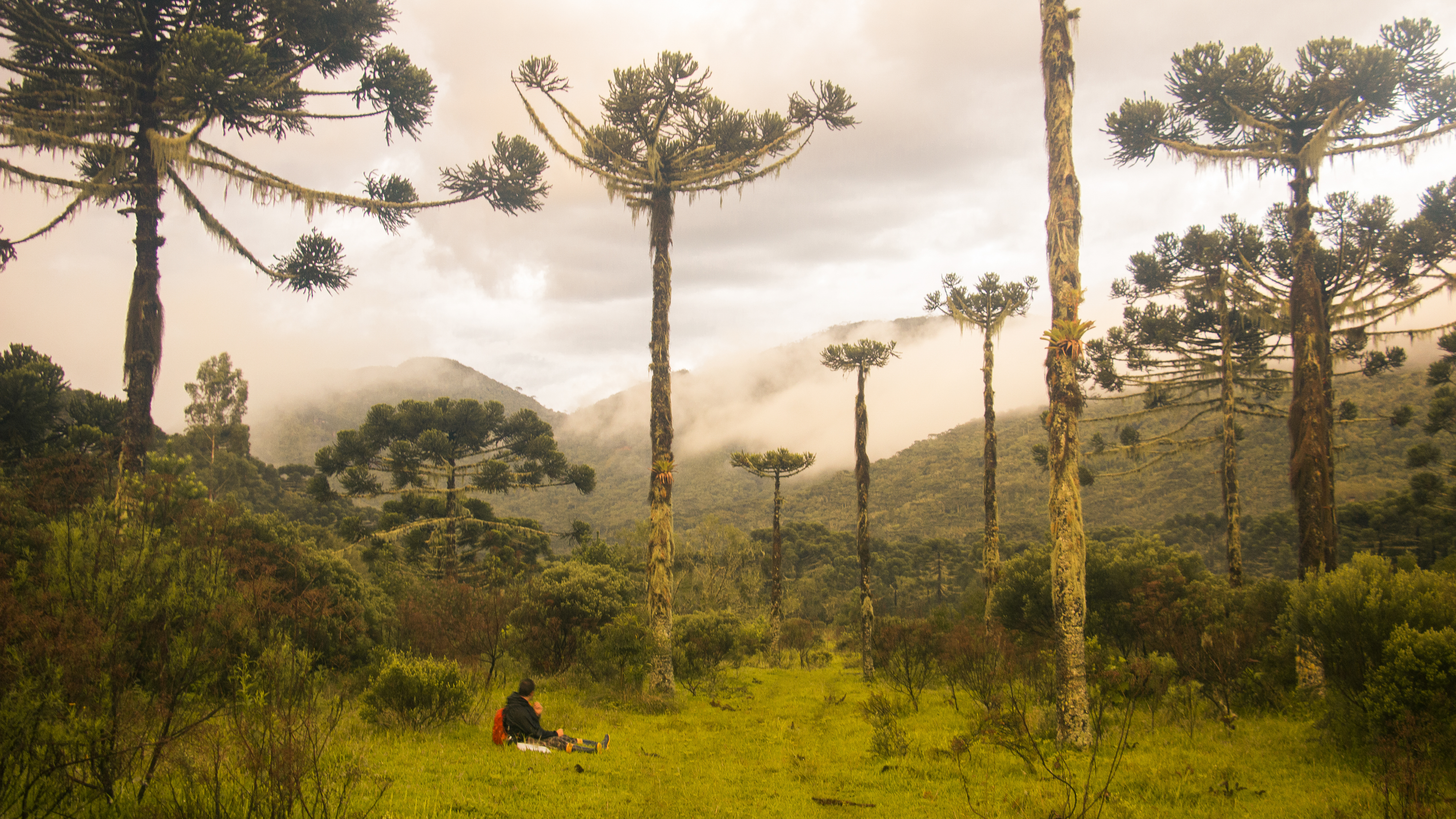
Araucàries al PN de São Joaquim
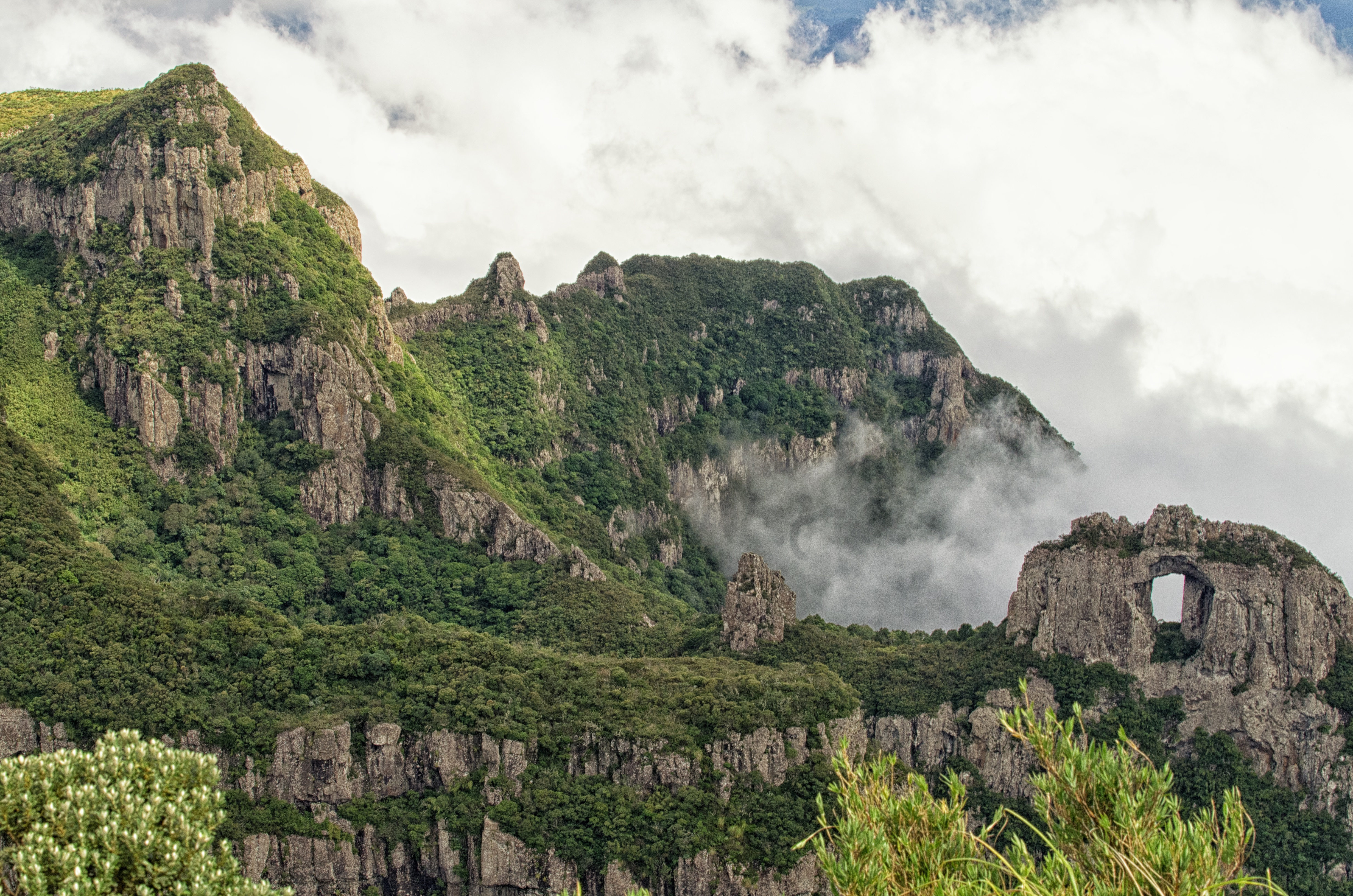
La Pedra Furada vista des del Morro da Igreja